# Gáborjáni Klára
Gáborjáni Klára névvariáns: Gáborjáni Szabó (Budapest, 1923. április 8. – Budapest, 1972. augusztus 8.) magyar színésznő, előadóművész, versmondó.

## Életpályája
Édesapja Szabó Lőrinc költő, anyai nagyapja Mikes Lajos újságíró, műfordító. Operaénekesnőnek készült, de később mégis drámai tagozaton a Színművészeti Akadémián szerzett színészi oklevelet. Pályáját 1943-ban Kolozsváron kezdte. 1945 után egyik alapító tagja volt a Magyar Rádió színtársulatának. Játszott Miskolcon és Egerben is. Utoljára a Madách Színház társulatának volt tagja. Szép orgánumát szinkronban, és leginkább a rádióban használták. Önálló estjein gyakran mondott verseket. Költő édesapja Kisklára-ként említi verseiben.

## Fontosabb szerepeiből
- Szophoklész: Elektra... Elektra
- Johann Wolfgang von Goethe: Faust... Margit
- Tennessee Williams: Tetovált rózsa... Boszorkány
- Jókai Mór: Házasság éhségből... Rádiósz, jósnő
- Keszi Imre: Csárdás calabre... Wohl Janka
- Vitányi János: A messzetűnt kedves... Mme Garrom
- Tóth E.: Szeretlek Ágnes... Gabi mamája

## Előadóestjeiből
- Juhász Ferenc
- Mai magyar költők
- Szabó Lőrinc

## Hanglemez
- 6 mese a gyermekeknek  (Piroska és a farkas – Gáborjáni Klára, Gönczöl János, Vörösmarty Lili előadásában) Qualiton – LPX 13644 (1982)

## Filmográfia
- Eltüsszentett birodalom (1956)